# Amblysomus corriae
Amblysomus corriae is een zoogdier uit de familie van de goudmollen (Chrysochloridae). De wetenschappelijke naam van de soort werd voor het eerst geldig gepubliceerd door Thomas in 1905.

## Voorkomen
De soort komt voor in het fynbos van zuidelijk West-Kaap en Oost-Kaap (Zuid-Afrika).

## Ondersoorten
Deze goudmol heeft de volgende ondersoorten:
- Amblysomus corriae corriae Thomas, 1905 – komt voor in zuidelijk Zuid-Afrika, tussen George en Humansdorp.
- Amblysomus corriae devilliersi Roberts, 1946 – komt voor in zuidelijk Zuid-Afrika, tussen Malmesbury en George.